# ديب كوثبرت
ديب كوثبرت هي لاعب هوكي الحقل كندية، ولدت في 5 ديسمبر 1977.